# إدوارد بيشوب
إدوارد بيشوب كان متورطا في هستريا السحر  1692. عاش أربعة رجال يدعون إدوارد بيشوب في سالم في وقت المحاكمات. معظم الأعمال الأنسابية الأولى، مثل تلك التي كتبها سافاج والبابا، كانت مشوشة؛ وذكر البعض بنفس القدر.

## العلاقات
يقول سافاج أن إدوارد بيشوب كان يعيش في سالم، بولاية مساتشوستس منذ عام 1639. ولد إدوارد بيشوب الأب حوالي عام 1620 في إنجلترا. تزوج إدوارد بيشوب الأب من هانا مور. السجلات الحيوية المعاد بناؤها في سالم ماساتشوستس تدرج التعميد لثلاثة أطفال من إدوارد بيشوب الأب (من زوجته الأولى هانا)  بين 1646 و 1651 في الكنيسة الأولى في سالم ماساتشوستس:
- حنا بيشوب 12 نيسان / أبريل 1646
- إدوارد بيشوب (الأبن) في 23 نيسان / أبريل عام 1648
- ماري بيشوب 12 تشرين الأول / أكتوبر 1651

كان إدوارد بيشوب أحد مؤسسي الكنيسة الأولى في بيفرلي (مستعمرة خليج ماساتشوستس) في عام 1667. وأتهم إدوارد بيشوب الأبن وزوجته سارة (فيلدز) بالسحر وسجن في ربيع عام 1692. نقل إلى سجن بوسطن، وهرب في أكتوبر من نفس العام. كان لدى إدوارد بيشوب الأبن وسارة بيشوب عدد من الأطفال، بما في ذلك إدوارد بيشوب الثالث. تزوج إدوارد الثالث في نهاية المطاف من سوزانا بوتنام، من عائلة بوتنام الذين كانوا المتهمين الرئيسيين في هستيريا السحر.
ربما كان إدوارد بيشوب، نشار الخشب، غير مرتبط ارتباطًا وثيقًا ببقية الإدوارد بيشوبس. إدوارد بيشوب، نشار الخشب، تزوج من بريدجيت بلاير. عاشت بريدجيت بيشوب في شارع كونانت في قرية سالم. تزوجت بريدجيت بلايفر من صموئيل واسلبي في 13 أبريل 1660 في سانت ماري-إن-ذا-مارش في نورويتش. كان لدى صموئيل واسيلبي وبريدجيت طفلان: أبن يدعى بنجامين، وتسجل نوريش رعوية قائمة معتمداً في 6 أكتوبر، وأبنتها ماري في بوسطن. في القائمة للولادات في بوسطن لعام 1665، هناك قائمة لـ «ماري، من صموئيل وبريدجيت ويسيلبي في وقت متأخر من نورويتش إنجلترا ولدت في يناير.10».
من غير المعروف إذا مات صموئيل في إنجلترا أو رافق بريدجيت إلى نيو إنغلاند وتوفي هناك، لكن زواجها الثاني من توماس أوليفر (من نورويتش بإنجلترا) في 26 يوليو 1666 كان مضطربًا. كان لديها طفل واحد مع توماس، أبنة أسمها كريستيان. بعد وفاته أتهمت بالأحتيال على زوجها حتى الموت. وأتهمت بريدجيت مرة أخرى بممارسة السحر في أبريل 1692 وشنقت في يونيو من ذلك العام. ما زالت مذكرة التوقيف الثانية قائمة، في إشارة إلى «زوجة إدوارد بيشوب، ناشر الخشب». بعد وفاة زوجته بريدجيت، تزوج إدوارد من إليزابيث كاش في 9 مارس 1693.
وكثيراً ما يتم الخلط بين بريدجيت بيشوب وسارة (وايلدز) بيشوب. سارة (وايلدز) بيشوب وزوجة أبيها سارة (أفريل) وايلدزهي أيضاً في بعض الأحيان يتم الخلط بينهما. ربما كانت سارة (وايلدز) بيشوب، بدلاً من بريدجيت، التي كانت تدير نزلًا يقدم المشروبات إلى الزبائن القاصرين ويسمح لهم باللعب في جميع ساعات الليل. كانت سارة بيشوب تملك وتعيش في نزل يقع في قرية سالم، بجوار كريستيان تراسك. واجهت تراسك بيشوب حول صخب الليل المتأخر، وبعد بضعة أسابيع، أنتحرت عن طريق قطع حلقها بمقص الخياطة.
تؤكد عريضة للدفاع عن ريبيكا نورس أن إدوارد بيشوب الأب لم يكن من الممكن أن يكون زوج بريجيت بيشوب. عندما أُتهمت ريبيكا نورس بممارسة السحر، وقّع 39 من جيرانها عريضة دفاع عنها، بما في ذلك إدوارد وهانا بيشوب. منذ أن تمكنت هانا من التوقيع على الألتماس المقدم في وثيقة في المحاكمات، كانت بالتالي لا تزال على قيد الحياة في 1692؛ ولا يمكن أن يتزوج إدوارد الأب من بريدجيت في نفس الوقت. ومن غير المحتمل أن يكون التوقيع يخص أبنته هانا لأنها كانت متزوجة آنذاك وكان من الممكن أن تعرف بأسمها.